# Марк Попилий Ленат (консул 139 пр.н.е.)
Вижте пояснителната страница за други личности с името Марк Попилий Ленат.
Марк Попилий Ленат (на латински: Marcus Popillius Laenas) e политик на Римската република през 2 век пр.н.е.

## Биография
Син е на Марк Попилий Ленат (консул 173 пр.н.е.). Племенник е на Гай Попилий Ленат (консул 172 и 158 пр.н.е.) и братовчед на Публий (консул 132 пр.н.е.).
През 154 пр.н.е. Попилий е пратеник до Лигурия, за да проучи оплакванията на масалиотите. През 146 пр.н.е. е изпратен с делегация до Коринт, където са изгонени от разбунтувалите се и трябва там да се изпрати Луций Мумий Ахаик, което води накрая до разрушаването на Коринт.
През 139 пр.н.е. е избран за консул заедно с Гней Калпурний Пизон. Той получава провинция Близка Испания, където остава и следващата година като проконсул. Неговият предшественик Квинт Помпей бил сключил договор за капитулация с град Нуманция, но когато Попилий изисква даването на оръжията те не желаят това и пращат делегация до Рим. До решението на сената Попилий чака без да предприеме нещо. След решението на сената той напада крепостната стена на града, при което римляните имат доста загуби. През 137 пр.н.е. той е сменен от Гай Хостилий Манцин. За тези му неуспехи поетът Гай Луцилий му се пресмива.
След това няма други сведения за него.